# يونيون بوينت
يونيون بوينت (بالإنجليزية: Union Point, Georgia)‏ هي مدينة تقع في مقاطعة غرين، جورجيا بولاية جورجيا في الولايات المتحدة. تبلغ مساحة هذه المدينة 5.4 (كم²)، وترتفع عن سطح البحر 205 م، بلغ عدد سكانها 1669 نسمة في عام 2010 حسب إحصاء مكتب تعداد الولايات المتحدة.

## وصلات خارجية
- Cities & Counties - Georgia.gov